# Prof.-Wilhelm-Ring
Der Prof.-Wilhelm-Ring ist eine 600 Meter lange Innerortsstraße der sächsischen Stadt Radebeul, gelegen im Stadtteil Niederlößnitz. Die Straße erschließt den größten Teil der Villenkolonie Altfriedstein, wobei sie im oberen Teil etwa auf der 150-Meter-Höhenlinie verläuft, während der untere Teil vom Wendehammer bis zur Lindenaustraße auf 122 m abfällt. Der Prof.-Wilhelm-Ring wird im Dehio-Handbuch beispielhaft erwähnt für seine Villen im „strengen Jugendstil“, dazu die darüberthronende Meyerburg mit der Adresse Mohrenstraße 5.

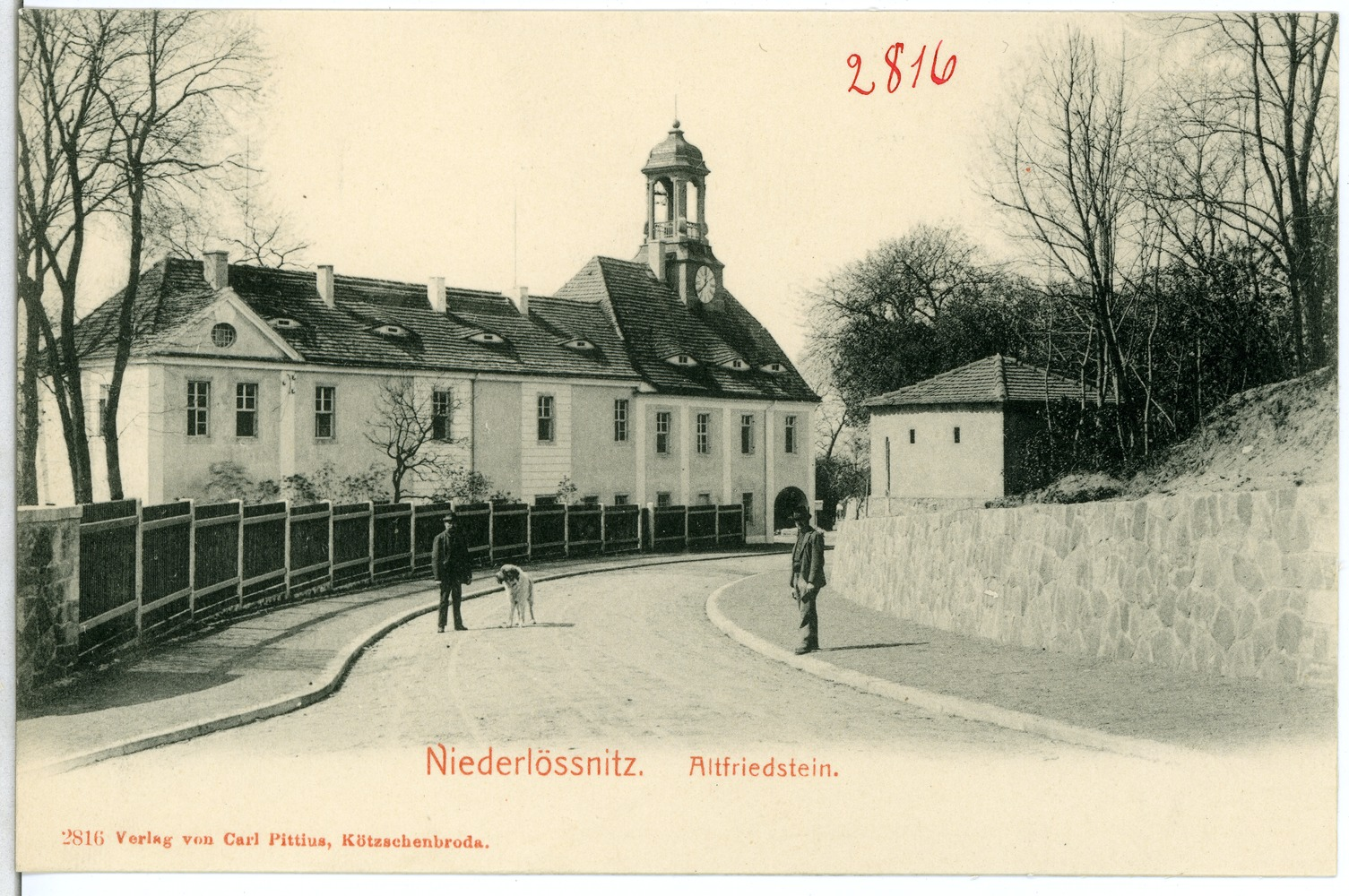
Herrenhaus Altfriedstein am Beginn der Brühlstraße, von der Moritzburger Straße aus (Postkarte 1905)

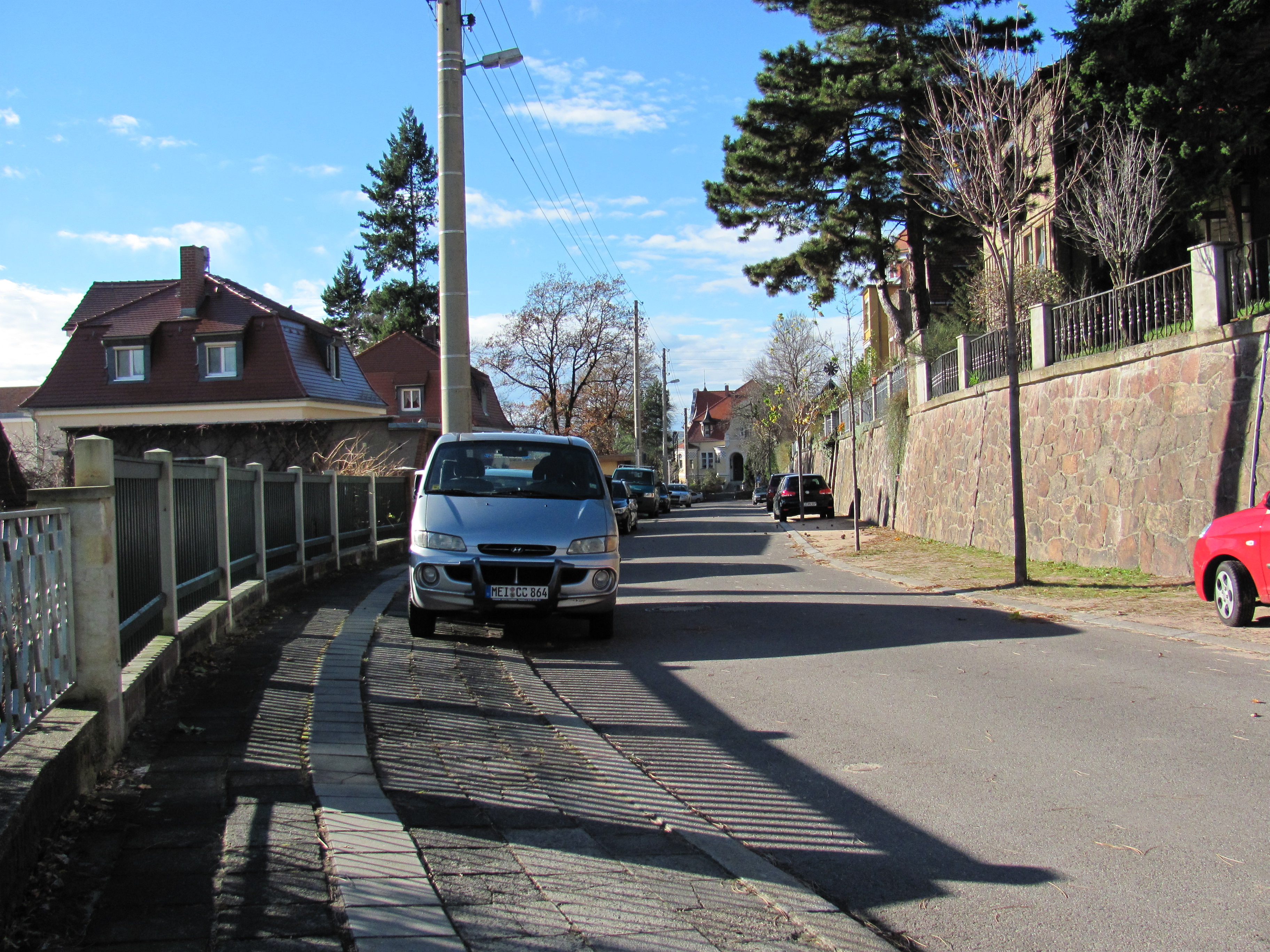
Oberer Teil des Prof.-Wilhelm-Rings mit hohen Stützmauern, Blick nach Westen

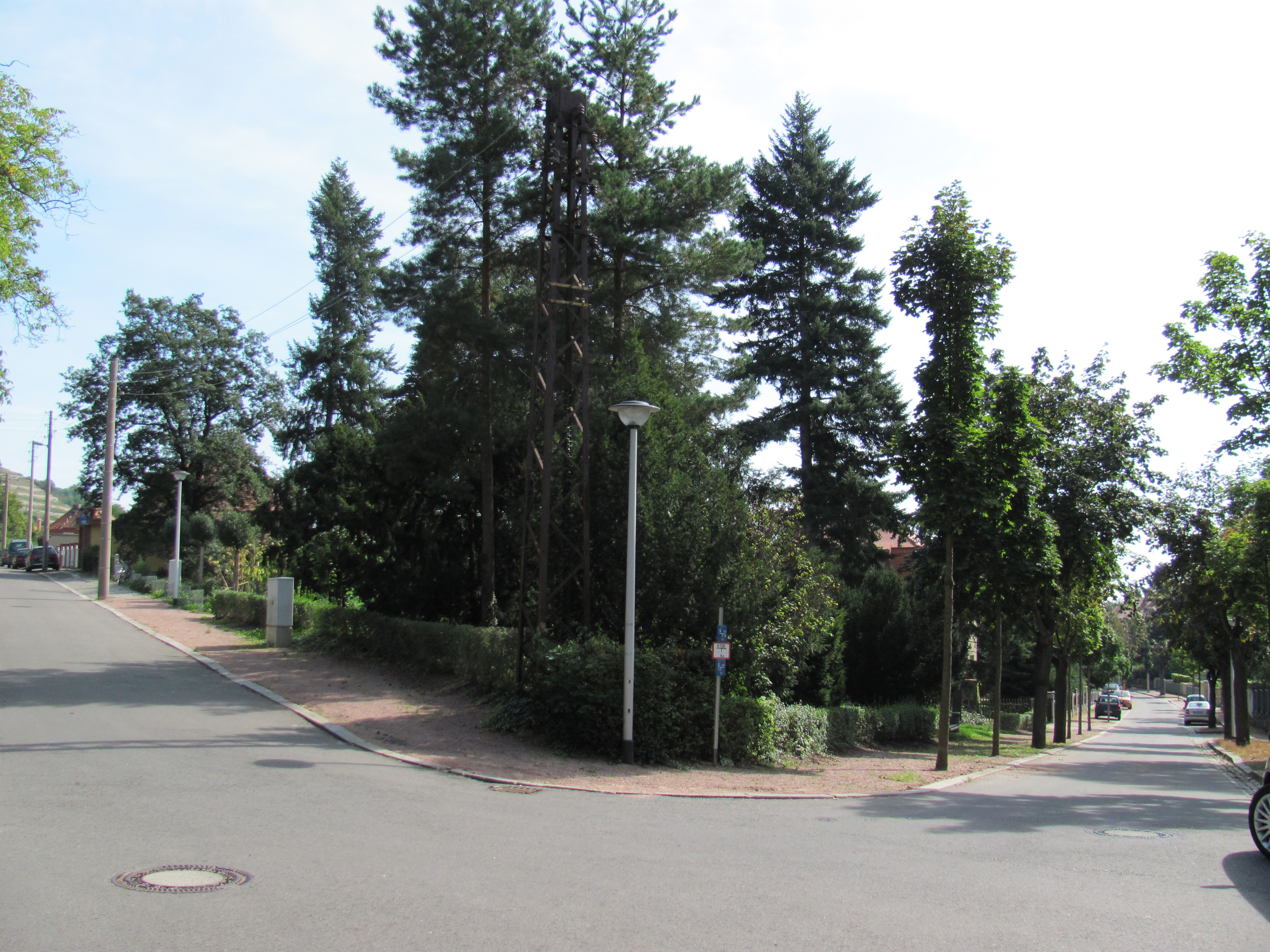
Blick vom Wendehammer vor der Villa Schwarze Richtung Osten auf die Parkanlage: Links der Teil der ehemaligen Brühlstraße, rechts der abfallende Teil der ehemaligen Lamsbachstraße

## Bebauung
Diverse Kulturdenkmale liegen entlang des Prof.-Wilhelm-Rings und sind daher in der Liste der Kulturdenkmale in Radebeul-Niederlößnitz (A–L) oder (M–Z) aufgeführt, einige auch mit Adressen von Querstraßen:
- ehem. Brühlstraße: Moritzburger Straße 45, Altfriedstein (Nr. 1),[2] Nr. 10, Nr. 16, Nr. 18, Nr. 20
- Wendehammer: Villa Schwarze (Nr. 26),[3]
- ehem. Lamsbachstraße: Nr. 19, Ludwig-Richter-Allee 27, Ludwig-Richter-Allee 28, Landhaus Lutzmann (Lindenaustraße 3)

Hinzu kommen zwei weitere mit einem Radebeuler Bauherrenpreis ausgezeichnete Objekte:
- Parkanlage Prof.-Wilhelm-Ring,[4] Gartenanlage der Nr. 28b[5]

Bereits zu DDR-Zeiten standen das Herrenhaus Altfriedstein (Nr. 1) sowie die von Schilling & Graebner 1907 errichtete Jugendstilvilla Nr. 19 als Denkmal der Architektur unter Denkmalschutz. Altfriedstein ist sogar schon in Gurlitts Fundamentalinventarisation von 1904 aufgeführt.

## Widmung
Der obere (nördliche) Teil des Prof.-Wilhelm-Rings wurde als Parallelstraße (Planstraße B) zur Straße Altfriedstein (Planstraße A) zur Querung der steil abfallenden Weinberge geplant und 1903 als Brühlstraße gewidmet. Dies erfolgte in Erinnerung an den kurfürstlich-sächsischen und königlich-polnischen Premierminister Heinrich von Brühl, der 1763 kurz vor seinem Tod das Anwesen Altfriedstein als Alterssitz (Mon repos) erwarb, durch dessen Hof die Planstraße gelegt wurde. Die Planstraße D wurde vom westlichen Wendehammer der Planstraße B dazu genutzt, um diagonal von der Höhe der Weinbergsfläche nach unten bis nah an die Winzerstraße zu gelangen. 1903 erhielt diese Straße den Namen Lamsbachstraße, nach dem Altfriedsteinbesitzer und Niederlößnitzer Gemeindeältesten Carl Lamsbach.
Im Jahr 1967 wurden beide Straßen zusammengelegt und nach dem Maler und Radebeuler Ehrenbürger Paul Wilhelm (1886–1965) benannt.

## Bewohner

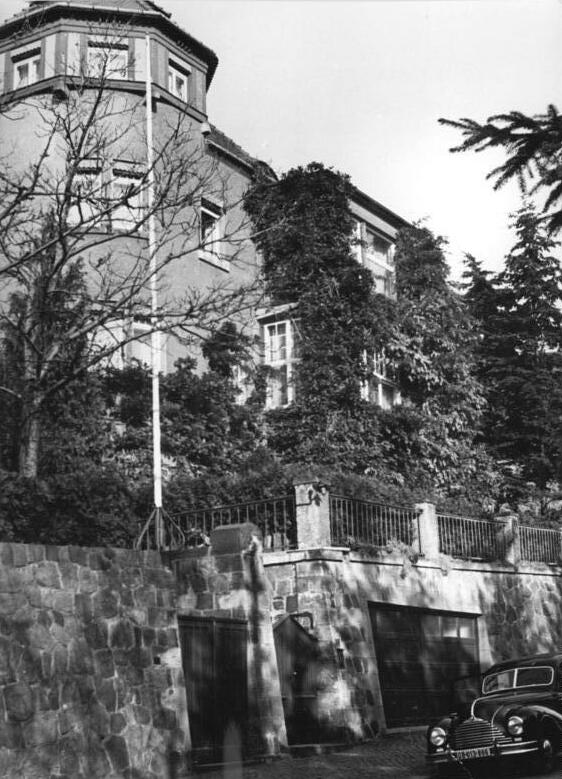
Andersen Nexøs Heim in Radebeul, 1951/1952, Prof.-Wilhelm-Ring 20

Zahlreiche Bewohner lebten dort auf Altfriedstein, als die Straße nur aus der oberen Zufahrt zum Hof des Herrenhauses bestand, darunter Andreas Allenbecke von „Freibergk“, Christian Siegmund von Reichenbrodt auf Schrenkendorf, Oberlandweinmeister Friedrich Roos, Heinrich von Brühl, Louise Sophia Johanna Gräfin von Zinzendorf und Pottendorf, Ludwig Graf Senfft von Pilsach. Nach dem Bau der Straße und der Umwidmung des Herrenhauses zum Altenheim wohnten dort die Schriftstellerin Jeanne Berta Semmig und die Übersetzerin Ellen Schou.
Der die Dresdner Schnellpressenfabrik mitgründende Techniker Alfred Sparbert ließ sich die Villa Nr. 19 errichten.
Der dänische Schriftsteller Martin Andersen Nexø wohnte 1951 auf Einladung des sächsischen Ministerpräsidenten Max Seydewitz in der Nr. 20.